# Finländska mästerskapet i fotboll 1919
Finländska mästerskapet i fotboll 1919 vanns av HJK Helsingfors.

## Finalomgång

### Semifinaler
| HJK Helsingfors | IFK Helsingfors | 1-1 | 2-1 |
| IFK Åbo         | Reipas Viborg   | 1-2 |     |

### Final
| HJK Helsingfors | Reipas Viborg | 1-0 |

- HJK Helsingfors finländska mästare i fotboll 1919.